# Liste de points extrêmes de l'Arabie saoudite
Cet article liste la liste de points extrêmes de l'Arabie saoudite.
| \| Frontière avec Oman Golfe d'Aqaba Tripoint Frontière avec le Yémen Jabal Sawda \| Localisation de points extrêmes de l'Arabie saoudite |
| Frontière avec Oman Golfe d'Aqaba Tripoint Frontière avec le Yémen Jabal Sawda                                                            |

## Latitude et longitude
- Est : frontière avec Oman22° 00′ 00″ N, 55° 39′ 59″ E
- Ouest : Golfe d'Aqaba près de Charm el-Cheikh, 28° 05′ 45″ N, 34° 34′ 15″ E
- Nord : tripoint frontière avec la Syrie et l'Irak 32° 09′ 16″ N, 39° 12′ 04″ E
- Sud : frontière avec le Yémen 16° 22′ 50″ N, 42° 49′ 53″ E

## Altitude
- Point le plus haut : Jabal Sawda' 3 133 m[1] (contesté)
- Point le plus bas : niveau de la mer